# Estación de Kanasín
Kanasín fue una estación de trenes que se encuentra en Kanasín, Yucatán. Actualmente, en los terrenos de la antigua estación se encuentra un gimnasio polifuncional.

## Historia
La estación fue construida por el antiguo Ferrocarril de Mérida á Peto por concesión número 28 el 27 de marzo de 1878, por medio del cual se concedió permiso a los Sres. Agustín del Río y Vicente Méndez Echazarreta, en representación del Gobierno del Estado de Yucatán, para la construcción de un ferrocarril entre Mérida y la Villa de Peto, pasando por Ticul y Tekax.
En 2002, la estación fue destruida debido al paso del huracán Isidoro.